# Arawacus binangula
Arawacus binangula is een vlinder uit de familie van de Lycaenidae. De wetenschappelijke naam van de soort werd als Thecla binangula in 1902 gepubliceerd door Schaus.

## Synoniemen
- Thecla bolima Schaus, 1902